# Saison 2000-2001 du Paris Saint-Germain
Maillots
Chronologie
Saison précédente Saison suivante
La saison 2000-2001 du Paris Saint-Germain est la trente-et-unième saison de l'histoire du club. Le PSG participe alors au championnat de Ligue 1, à la Coupe de France, à la Coupe de la Ligue et à la Ligue des champions

## Avant-saison

### Transferts

#### Tableau des transferts dumercatod’été
| Nom               | Nationalité | Transfert                        | Provenance/Destination | Division  |
| ----------------- | ----------- | -------------------------------- | ---------------------- | --------- |
| Arrivées          |             |                                  |                        |           |
| Nicolas Anelka    | France      | Transfert (32 millions d'euros)  | Real Madrid            | Liga BBVA |
| Stéphane Dalmat   | France      | Transfert (10 millions d'euros)  | Olympique de Marseille | Ligue 1   |
| Peter Luccin      | France      | Transfert (? millions d'euros)   | Olympique de Marseille | Ligue 1   |
| Lionel Letizi     | France      | Transfert (7,6 millions d'euros) | FC Metz                | Ligue 1   |
| Frédéric Déhu     | France      | Transfert (? millions d'euros)   | FC Barcelone           | Liga BBVA |
| Sylvain Distin    | France      | Transfert (? millions d'euros)   | FC Gueugnon            | Ligue 2   |
| Bernard Mendy     | France      | Prêt avec option d'achat         | SM Caen                | Ligue 2   |
| Départs           |             |                                  |                        |           |
| Bernard Lama      | France      | Fin de contrat                   | Stade rennais          | Ligue 1   |
| Nicolas Laspalles | France      | ?                                | FC Nantes              | Ligue 1   |
| César             | Brésil      | ?                                | Stade rennais          | Ligue 1   |
| Edvin Murati      | Albanie     | ?                                | LOSC Lille             | Ligue 1   |

| Nom                 | Nationalité | Transfert                                 | Provenance/Destination | Division            |
| ------------------- | ----------- | ----------------------------------------- | ---------------------- | ------------------- |
| Arrivées            |             |                                           |                        |                     |
| Mauricio Pochettino | Argentine   | Transfert (? millions d'euros)            | Espanyol Barcelone     | Liga BBVA           |
| Vampeta             | Brésil      | Transfert (12 millions d'euros + Dalmat)  | Inter Milan            | Série A             |
| Mikel Arteta        | Espagne     | Prêt                                      | FC Barcelone           | Liga BBVA           |
| Enrique de Lucas    | Espagne     | Prêt                                      | Espanyol Barcelone     | Liga BBVA           |
| Didier Domi         | France      | Transfert (4 millions de £)               | Newcastle United       | Premier League      |
| Départs             |             |                                           |                        |                     |
| Stéphane Dalmat     | France      | Transfert (12 millions d'euros + Vampeta) | Inter Milan            | Série A             |
| Talal El Karkouri   | Maroc       | Prêt                                      | Aris FC                | Superleague Elláda. |
| Grégory Paisley     | France      | Transfert (?millions d'euros)             | Stade rennais          | Ligue 1             |

## Compétitions

### Championnat
| Date              | Journée | Adversaire             | Lieu | Score   | Buteurs du PSG                                        | Class. | Public |
| ----------------- | ------- | ---------------------- | ---- | ------- | ----------------------------------------------------- | ------ | ------ |
| 28 juillet 2000   | J01     | RC Strasbourg          | Dom. | 3 - 1   | Christian 39e, C.S.C. 52e, Robert 68e                 | 1er    | 40 722 |
| 5 août 2000       | J02     | Stade rennais          | Ext. | 1 - 1   | Dalmat 77e                                            | 5e     | 23 321 |
| 13 août 2000      | J03     | CS Sedan               | Dom. | 2 - 1   | Robert 13e, Christian 46e                             | 2e     | 43 149 |
| 19 août 2000      | J04     | FC Metz                | Ext. | 1 - 0   | -                                                     | 6e     | 55 490 |
| 27 août 2000      | J05     | SC Bastia              | Dom. | 3 - 1   | Robert 20e, Anelka 37e 50e                            | 3e     | 40 985 |
| 6 septembre 2000  | J06     | ESTAC Troyes           | Ext. | 5 - 3   | Robert 23e 34e , Anelka 74e                           | 4e     | 15 000 |
| 9 septembre 2000  | J07     | AS Saint-Étienne       | Dom. | 5 - 1   | Anelka 21e 90e, Okocha 52e, Robert 61e, Christian 70e | 3e     | 44 757 |
| 16 septembre 2000 | J08     | RC Lens                | Ext. | 1 - 1   | Leroy 63e                                             | 3e     | 39 984 |
| 23 septembre 2000 | J09     | FC Nantes              | Dom. | 2 - 1   | Anelka 10e, Robert 57e                                | 1er    | 43 519 |
| 30 septembre 2000 | J10     | EA Guingamp            | Ext. | 1 - 1   | Luccin 88e                                            | 2e     | 17 000 |
| 13 octobre 2000   | J11     | Olympique de Marseille | Dom. | 2 - 0   | Robert 61e, Christian 90e                             | 1er    | 44 076 |
| 21 octobre 2000   | J12     | Toulouse FC            | Ext. | 2 - 3   | Robert 13e 77e, Rabesandratana 70e                    | 1er    | 35 102 |
| 29 octobre 2000   | J13     | Girondins de Bordeaux  | Dom. | 1 - 2   | C.S.C. 90e                                            | 1er    | 43 432 |
| 4 novembre 2000   | J14     | AJ Auxerre             | Ext. | 1 - 0   | -                                                     | 2e     | 15 000 |
| 11 novembre 2000  | J15     | Olympique lyonnais     | Dom. | 1 - 1   | Robert 41e pen                                        | 3e     | 43 591 |
| 18 novembre 2000  | J16     | AS Monaco              | Ext. | 2 - 0   | -                                                     | 4e     | 12 729 |
| 13 décembre 2000  | J17     | LOSC Lille             | Ext. | 2 - 0 * | -                                                     | 8e     | 14 719 |
| 28 novembre 2000  | J18     | Stade rennais          | Dom. | 0 - 1   | -                                                     | 9e     | 42 747 |
| 2 décembre 2000   | J19     | CS Sedan               | Ext. | 5 - 1   | Robert 44e                                            | 12e    | 16 237 |
| 9 décembre 2000   | J20     | FC Metz                | Dom. | 1 - 0   | Anelka 47e                                            | 9e     | 42 965 |
| 17 décembre 2000  | J21     | SC Bastia              | Ext. | 1 - 1   | C.S.C. 23e                                            | 11e    | 49 650 |
| 21 décembre 2000  | J22     | ESTAC Troyes           | Dom. | 0 - 0   | -                                                     | 11e    | 41 797 |
| 13 janvier 2001   | J23     | AS Saint-Étienne       | Ext. | 1 - 0   | -                                                     | 12e    | 29 019 |
| 27 janvier 2001   | J24     | RC Lens                | Dom. | 1 - 0   | Cissé 7e                                              | 10e    | 35 767 |
| 3 février 2001    | J25     | FC Nantes              | Ext. | 1 - 0   | -                                                     | 11e    | 32 740 |
| 7 février 2001    | J26     | EA Guingamp            | Dom. | 1 - 3   | Pochettino 22e                                        | 11e    | 42 511 |
| 17 février 2001   | J27     | Olympique de Marseille | Ext. | 1 - 0   | -                                                     | 12e    | 56 315 |
| 3 mars 2001       | J28     | Toulouse FC            | Dom. | 3 - 0   | Okocha 66e, Leroy 77e, Anelka 85e                     | 11e    | 41 374 |
| 18 mars 2001      | J29     | Girondins de Bordeaux  | Ext. | 2 - 0   | -                                                     | 12e    | 31 703 |
| 7 avril 2001      | J30     | AJ Auxerre             | Dom. | 3 - 0   | Leroy 45e, Vampeta 66e, Cissé 71e                     | 10e    | 41 764 |
| 15 avril 2001     | J31     | Olympique lyonnais     | Ext. | 2 - 0   | -                                                     | 12e    | 38 366 |
| 28 avril 2001     | J32     | AS Monaco              | Dom. | 1 - 1   | Robert 74e                                            | 12e    | 41 734 |
| 12 mai 2001       | J33     | LOSC Lille             | Dom. | 2 - 2   | Arteta 56e, Madar 89e                                 | 11e    | 43 283 |
| 19 mai 2001       | J34     | RC Strasbourg          | Ext. | 1 - 2   | Robert 50e 85e                                        | 9e     | 16 396 |

- Un match initial a eu lieu le 24 novembre 2000 mais qui a été interrompu à 1 - 1 (but de Robert) à la 63e minute à cause de fortes chutes de neige. Le match a été rejoué le 13 décembre et perdu par le PSG 2 - 0.

### Coupe de France
| Date            | Tour          | Adversaire | Lieu | Score      | Buteurs du PSG  | Public |
| --------------- | ------------- | ---------- | ---- | ---------- | --------------- | ------ |
| 20 janvier 2001 | 32e de finale | Thouars FC | Ext. | 0 - 2 a.p. | Madar 106e 117e | 9 000  |
| 10 février 2001 | 16e de finale | AJ Auxerre | Dom. | 0 - 4      | -               | 25 183 |

### Coupe de la Ligue
| Date           | Tour          | Adversaire        | Lieu | Score | Buteurs du PSG | Public |
| -------------- | ------------- | ----------------- | ---- | ----- | -------------- | ------ |
| 7 janvier 2001 | 16e de finale | AS Nancy-Lorraine | Ext. | 3 - 1 | Benarbia 63e   | 10 300 |

### Ligue des Champions
| Date              | Tour                               | Adversaire           | Lieu | Score | Buteurs du PSG                                                                 | Class. | Public |
| ----------------- | ---------------------------------- | -------------------- | ---- | ----- | ------------------------------------------------------------------------------ | ------ | ------ |
| 13 septembre 2000 | 1re Phase de groupes – 1re journée | Rosenborg            | Ext. | 3 - 1 | Christian 7e                                                                   | 4e     | 18 000 |
| 19 septembre 2000 | 1re Phase de groupes – 2e journée  | Helsingborg          | Dom. | 4 - 1 | Anelka 24e, Robert 63e, Christian 80e, El Karkouri 89e                         | 2e     | 28 203 |
| 26 septembre 2000 | 1rePhase de groupes – 3e journée   | Bayern Munich        | Dom. | 1 - 0 | Leroy 90e                                                                      | 2e     | 42 009 |
| 18 octobre 2000   | 1re Phase de groupes – 4e journée  | Bayern Munich        | Ext. | 2 - 0 | -                                                                              | 2e     | 33 000 |
| 24 octobre 2000   | 1re Phase de groupes – 5e journée  | Rosenborg            | Dom. | 7 - 2 | Déhu 16e, Christian 25e, Anelka 35e 90e, Luccin 45e, Leroy 76e, Robert 86e pen | 2e     | 39 536 |
| 8 novembre 2000   | 1re Phase de groupes – 6e journée  | Helsingborg          | Ext. | 1 - 1 | Anelka 34e                                                                     | 2e     | 12 583 |
| 21 novembre 2000  | 2e Phase de groupes- 1re journée   | Deportivo La Corogne | Dom. | 1 - 3 | Algerino 37e                                                                   | 4e     | 31 890 |
| 6 décembre 2000   | 2e Phase de groupes – 2e journée   | Galatasaray          | Ext. | 1 - 0 | -                                                                              | 4e     | 23 000 |
| 14 février 2001   | 2ePhase de groupes – 3e journée    | Milan AC             | Ext. | 1 - 1 | Anelka 30e                                                                     | 4e     | 50 043 |
| 20 février 2001   | 2e Phase de groupes – 4e journée   | Milan AC             | Dom. | 1 - 1 | Robert 74e                                                                     | 4e     | 41 450 |
| 7 mars 2001       | 2e Phase de groupes – 5e journée   | Deportivo La Corogne | Ext. | 4 - 3 | Okocha 30e, Leroy 44e 55e                                                      | 4e     | 23 000 |
| 13 mars 2001      | 2e Phase de groupes – 6e journée   | Galatasaray          | Dom. | 2 - 0 | Christian 3e 26e                                                               | 4e     | 31 254 |